# Theodor Joseph Blell
Theodor Josef Blell (né le 1er décembre 1827 à Königsberg et mort le 1er juin 1902 à Berlin-Lichterfelde) est un homme politique du Zentrum et député du Reichstag.

## Biographie

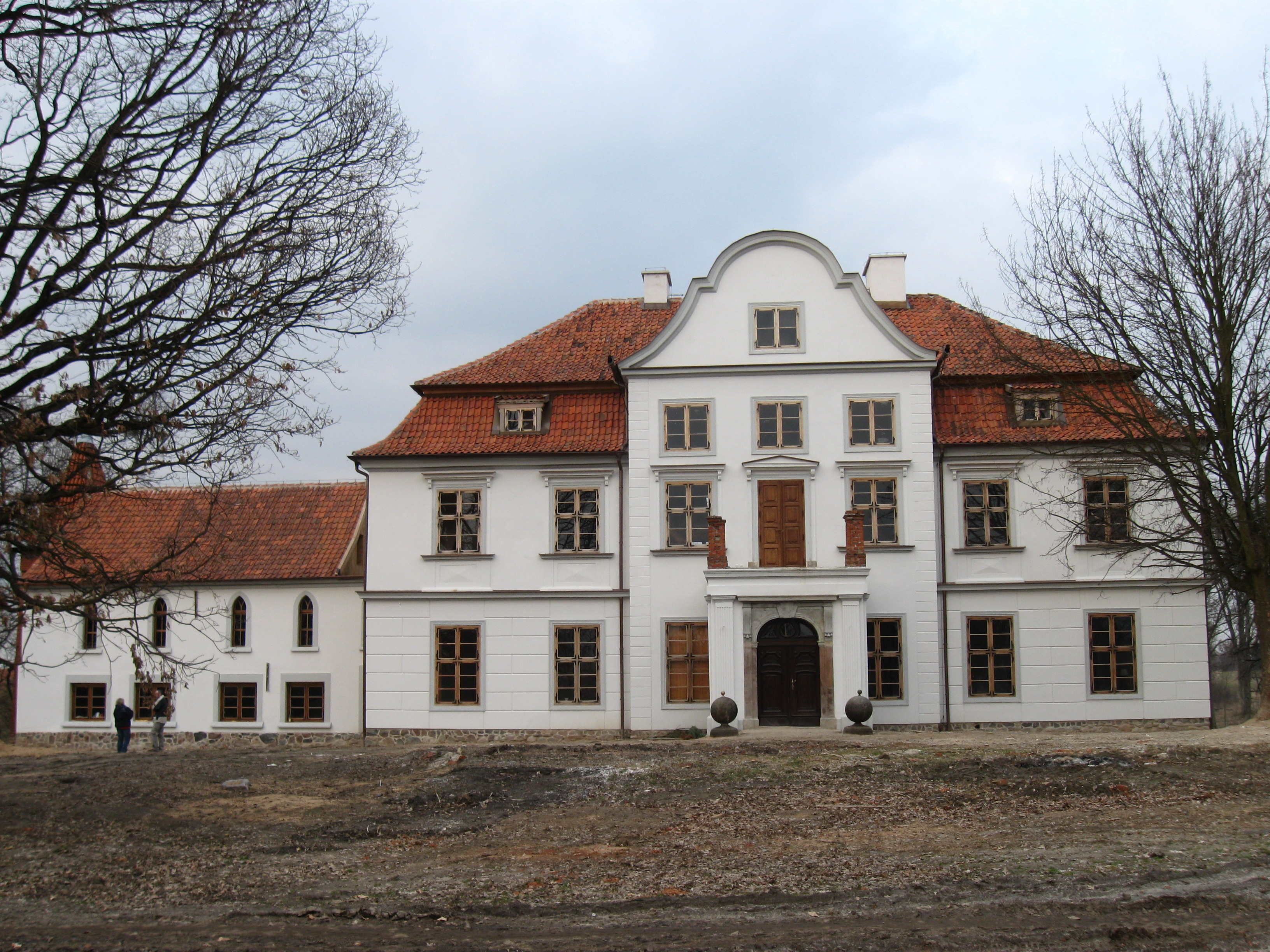
Manoir de Tüngen

Son père est le propriétaire du manoir de Tüngen. De 1839 à 1849, Blell étudie aux lycées de Königsberg et de Culm (de). Il étudie ensuite le droit à Königsberg, Heidelberg et Breslau de 1849 à 1853. Au semestre d'été de 1849, il devient membre de la Burschenschaft Germania Königsberg (de). Au cours de ses études, il voyage beaucoup en Europe centrale et visite la Suisse, la péninsule italienne, la France et l'Autriche. De 1853 à 1855, il est avocat stagiaire à la cour d'appel de Königsberg.
En 1855, il interrompt sa carrière juridique et reprend le manoir de son père en tant que fermier. Blell investit le produit de ses possessions dans une vaste collection d'armes. L'objectif de sa collection est la recherche de techniques de fabrication au fil du temps. En 1882, il laisse le manoir de Tüngen à son fils et se retire à Groß-Lichterfelde. En 1892, il vend sa collection d'armes à l'Association pour la restauration du Marienburg sous Conrad Steinbrecht.
Blell esté élu au Reichstag en 1871 dans la 6e circonscription de Königsberg (Braunsberg-Heilsberg). Il ne rejoint aucune faction et est resté un clerc indépendant. Il est député du Reichstag jusqu'en 1874.